# Seznam písní Petra Stašáka
Toto je seznam písní zpěváka Petra Stašáka.

## Seznam
poz. -píseň - duet s - (autor hudby písně / autor textu písně)
(h:/t:) - doposud nezjištěný autor hudby nebo textu
- (na doplnění)

## A
- Adio Bella - (Zdenko Runjić / Peter Stašák)
- Adio smútok (Adio ljube) - (Zrinko Tutić / Peter Stašák)
- Aj keď som snáď len klaun (I Can't Stop Loving You) - (Don Gíbson / Emil Labaj)
- Aká je láska, taký je život - (Peter Kliment / Peter Stašák)
- Aké to svetlo - (h: / t:)
- Amor Amor (Amor Amor Amor) - (Ciovanni Belfiore, Gabriel Ruíz / Martin Sarvaš)
- Argentína - (Peter Kliment / Peter Stašák)
- Až sa raz vrátim - (Ali Brezovský / Vlasta Brezovská)

## B
- Bez lásky niet nádeje - Peter Stašák a Jadranka - (h:/ t: )
- Bez veľkých obetí - (Ivan Horváth / Jozef Augustin Štefánik) - album: Bez veľkých obetí (1993)
- Bez záruky - (h:/ t: )
- Biela loď - (F. Drenek / Štefan Dlugolinský)
- Bielou kriedou - Peter Stašák a Robo Kazik - (Ivan Horváth / Mária Kodayová)
- Blízko tvojho nádvoria (Ispod tvojih prozora) - (Đani Maršan / Peter Stašák)
- Bože, nedaj láske zahynúť - (Ali Brezovský / Vlasta Brezovská)
- Buď mojím prílivom - (Ivan Horváth / Tomáš Janovic)
- Búvaj dieťa krásne - (h:/ t: )

## Č
- Čas - (Ivan Horváth / Jozef Augustin Štefánik) - album: Bez veľkých obetí (1993)
- Či ma ľúbiš snáď (Koga ljubiš sadň) - (Zdenko Runjić – Goran Karan / Peter Stašák)
- Čardáš dvoch sŕdc - (Peter Hanzely / Ľuboš Zeman) - původně nazpíval Karol Duchoň

## D
- Daj Boh šťastia! - (h:/ t: )
- Dámy a dievčatá - (Ivan Horváth / Jozef Augustin Štefánik) - album: Bez veľkých obetí (1993)
- Delilah - (Les Reed/B.Mason / Ján Turan)
- Deň len pre nás (The Way It Used To Be) - (Corrado Conti, Franco Cassano / Emil Labaj)
- Dievča z Nemčíc (Svi pevaju, ja necujem) - (Đorđe Novković / M. Tucakovic / Peter Stašák)
- Dnes láske rozumiem - (Ali Brezovský / Vlasta Brezovská)
- Dnešný deň sa radujme - (h:/ t: )
- Dobrá novina - (h:/ t:)
- Dobrý pastier sa narodil - (h:/ t: )
- Dom kamenný (Tu je moj dom) - (Mladen Grdović / Alka Vuica s.t. Peter Stašák)
- Duet pre osamelých - Peter Stašák a Marta Križanová - (Peter Kliment / Peter Kliment)
- Dúha (Od ljubavi san duša ranjena) - (Zdenko Runjić / Peter Stašák)

## E
- Európske pláže (Dalmatinska drage luke) - (Zdenko Runjić / Peter Stašák)

## G
- Gabriela - (Peter Stašák / Jozef Augustin Štefánik) - album: Bez veľkých obetí (1993)

## H
- Hajde Roma - (Peter Kliment / Peter Stašák)
- Havah nagila - (Hebrejská ľudová pieseň - úpr. Peter Kliment)
- Hej Seňorita - (E. Dastl, úpr. Peter Kliment / Peter Stašák a Peter Kliment)
- Horúca noc (Rastajem se od života) - (Zrinko Tutić – Severina Vučković / Peter Stašák)
- Hráme Jive (Hello Mary Lou) - (Cayet Mangiaracina / Peter Stašák)
- Hneď dnes - (Peter Kliment, Peter Jordan / Peter Stašák)

## Ch
- Chlapci od nás - (Peter Kliment / Peter Stašák)
- Chleba treba - (Peter Kliment / Zlatko Jugovič)
- Chvíle zmúdrenia - (Ali Brezovský / t: )

## J
- Ja som tvoj kamarát - Peter Stašák a Peter Košč - (Peter Stašák / Peter Stašák, Peter Košč)
- Jeden deň - (Peter Kliment / Peter Stašák)
- Jediná - (h:/ t: )

## K
- Kam a s kým - (h:/ t: )
- Kamila - (h:/ t: )
- Karneval - (h:/ t: )
- Každý deň - (h:/ t: )
- Každý den - Peter Stašák a Zuzana Martinsen
- Každý deň ísť niekam (A Man Without Love) - (Roberto Livraghi, Barry Mason / Emil Labaj)
- Keď láska nájde nás - (Peter Kliment / Peter Stašák)
- Keď ľúbiš, žiješ - (Ali Brezovský / Vlasta Brezovská) - album: Bez veľkých obetí (1993)
- Kraj, čo vonia vínom - (R. Whittaker / Vlasta Brezovská)
- Kráľ tanca (Kad Volim, Volim) - (Đorđe Novković / Peter Stašák)
- Kráľovná môjho srdca (Plemenita roda) - (Tonči Huljić / Tonči Huljić, s.t. Vlasta Brezovská)
- Kráľovná si srdca môjho - (Tonči Hujlič / Vlasta Brezovská)
- Krásne dni (Sedam dana, sedam noći) - (Nenad Ninčević a Mladen Grdović / Nenad Ninčević, s.t.Peter Stašák)
- Kubašská voda (U bašku vodu) - (Zdenko Runjić / Peter Stašák)
- Kvôli tebe (Da imam dva života) - (Đorđe Novković / Peter Stašák)
- Kým ešte snívať viem - (Ivan Horváth / Alojz Čobej)
- Kým ťa tu mám - (h:/ t: )

## L
- La Paloma adieu - (Peter Kliment / Peter Kliment)
- Láska je spev - Peter Stašák a Mirka Klimentová - (h:/ t: )
- Láska je spev - Peter Stašák a Marcela Laiferová - (h:/t:)
- Láska svetom letí - (h:/ t: )
- Láska nebeských brán - (Peter Kliment / Peter Stašák)
- Láska nie je skúpa - (h:/ t: )
- Láska skúpa, málo núka (Kad ti srce ne piva) - (Zdenko Runjić úpr. J. Tudor / Peter Stašák)
- Láska svetom letí - (h:/ t: )
- Láska vie (Peškafondo) - (Boris Oštrić / Peter Stašák)
- Len mama vie to (U ranu zoru) - (Mladen Grdović / Ervín Kliment)
- Letná láska - (h:/ t: )
- Loď lásky (Ti, samo ti) - Peter Stašák a Dominika Kleisová - (Matko Jelavić / Marián Kleis)

## M
- Made in love - Peter Stašák a Sisa Sklovská - (Peter Kliment / Peter Stašák)
- Ma ľúbiš snáď - (h:/ t: )
- Magdaléna (Magdalena) - (Zdenko Runjić / Peter Stašák)
- Máme lásku - Peter Stašák a Silvia Bližniaková - (Peter Kliment / Peter Stašák)
- Máme lásku - Peter Stašák a Silvia Klimentová - (h:/t:)
- Mám tak rád - (Peter Kliment / Peter Stašák)
- Mám ženy rád - (h:/ t: )
- Macho - (Peter Kliment / Peter Stašák )
- Mám ťa stále rád - (Peter Hanzely / Jozef Augustin Štefánik) - album: Bez veľkých obetí (1993)[1]
- Mária - (Peter Kliment / Peter Stašák)
- Máš stále krásnu tvár - (Ali Brezovský / Vlasta Brezovská)
- Miesto na zemi - (h:/ t: )
- Modlitba - (Lucio Dalla / Vlasta Brezovská)
- Môj život je pieseň - (Peter Kliment / Peter Stašák)
- Muži nestarnú - (h:/ t: )

## N
- Nádej - (Peter Kliment / Peter Stašák)
- Nádherne svieti Luna (Ne zaboravi me ti) - (Zdenko Runjić - Goran Karan / Peter Stašák)
- Narodil sa Kristus v Betleme - (h:/ t: )
- Nemám ťa nikdy dosť - (h:/ t: )
- Nesiem Vám noviny - (h:/ t: )
- Nikto nemá dva životy - (h:/ t: )
- Našim krásnym dievčatám - (Ali Brezovský / Vlasta Brezovská) - album: Bez veľkých obetí (1993)
- Nesplnená túžba - (Peter Kliment / Ervín Kliment)

## O
- Oči plné snov - (h:/ t: )
- Odchádzam - (h:/ t: )
- Ó chýr preblahý - (h:/ t: )

## P
- Pán Osud - (Peter Kliment / Peter Stašák)
- Pár dobrých úmyslov - (h:/ t: )
- Pár modrých hviezd (Spanish Eyes) - (Bert Kaepfert / Ľuboš Zeman)
- Pastieri, pastieri, hore vstaňte - (h:/ t: )
- Pieseň je láska - Peter Stašák a Monika Agrebi - (h:/t:)
- Pieseň pre nás dvoch - Peter Stašák a Ľubica Rybárska- (Ali Brezovský / Vlasta Brezovská) - album: Bez veľkých obetí (1993)
- Píšem báseň (Splitska serenada) - (Zdenko Runjić / Peter Stašák)
- Postavme láske chrám - Peter Stašák a Dominika Kleisová - (When You Tell Me That You Love Me) - Albert Hammond / John Bettis, s.t. Vlasta Brezovská)
- Poďme bratia do Betlema - (h:/ t: )
- Po stýkrát - (h:/ t: )
- Po stý krát - Peter Stašák a Lýdia Volejníčková - (h:/t:)
- Povedz áno (Quando Quando) - (Pat Boone, Alberto Testa / Peter Stašák)
- Povedz mi, čo ťa trápi - (Ali Brezovský / Vlasta Brezovská)
- Povedz mi hviezda (Prozor kraj dardina) - (Zdenko Runjić / Peter Stašák)
- Poviem to za teba - Peter Stašák a Miriam Klimentová - (Peter Kliment / Ervín Kliment)
- Poviem to za teba - Peter Stašák a Helena Vrtichová - (Peter Kliment / Ervín Kliment)
- Pozri moja milá - (Ali Brezovský / Vlasta Brezovská) - album: Bez veľkých obetí (1993)
- Pre otca - (h:/ t: )
- Preto túto pieseň spievam - (Peter Kliment / Peter Stašák)

## R
- Ružové ráno - (J.Bowens / Ivo Martin)
- Rodný môj kraj - (Gejza Dusík) / (Pavol Brxatoris)

## S
- Sen o ljubavi - (Peter Kliment / Peter Kliment)
- Slnko a dážď - (Ivan Horváth / Jozef Augustin Štefánik) - album: Bez veľkých obetí (1993)
- Sľúbené ľúbenie - (S. Viavianos / Ľuboš Zeman)
- Smútok krásnych dievčat - (Jahr) / (Bernard Heind/Boris Filan)
- S nadhľadom - (Ali Brezovský / Vlasta Brezovská) - album: Bez veľkých obetí (1993)
- Spanish eyes - (Bert Kaempfert / Bert Kaempfert)
- Spievajme kamarati - Peter Stašák a Pavol Stašák - (h:/t:)
- Spýtať sa môžem - (Albert Hammond / (Stefan Anderko)
- Spievam pre Vás - (A. Beladič /A. Karšay)
- Splitské tango - (h:/ t: )
- Spomienka na Dalmáciu - (h:/ t: )
- Spomínam - (Peter Kliment ]/ Peter Stašák)
- Staň sa mi nápevom piesne - (Roig / Zoro Laurinc)
- Storočie nádejí - (h:/ t: )
- Stratil som hlavu - (Ivan Horváth / Tomáš Janovic)
- Stražím tvoje sny - (h:/ t: )
- Svitanie - (Igor Bázlik / Ján Štrasser)

## Š
- Šláger len pre vás - Peter Stašák a Gabriela Koščová a Lýdia Stašáková - (h:/t:)
- Šťastia, zdravia, dlho žitia! - (h:/ t: )

## T
- Taká tvár - (h:/ t: )
- Takto to cítim - (h:/ t: )
- Tiha noč- (h:/t:)
- Tiha noc - (h:/ t: )
- Tichá noc, svätá noc! - (h:/ t: )
- Trpká chvíla - (Peter Kliment / Peter Kliment)
- Tvoje oči (Nosi mi se bijela boja) - (Tonči Huljić / Tonči Huljić s.t. Vlasta Brezovská)
- Tu no Ilores - Peter Stašák a Goran Karan - (Zdenko Runjić / Zdenko Runjić)
- Tu non llores mi querida - Peter Stašák a Peter Kliment (Zdenko Runjić / Zdenko Runjić)
- Ty si nápev môj - (h:/ t: )

## U
- Úsmev vždy máš - (h:/ t: )
- Ústa sladké od vína (Slade od vina) - (Zdenko Runjić / Peter Stašák)

## V
- Viktória - (Peter Kliment / Peter Stašák)
- V prístave túžob - (Peter Kliment / Miriam Klimentová)
- Všetkým dievčatám - Peter Stašák a Michal Dočolomanský - (Albert Hammond / Štefan Anderko)
- Vyhnaní z raja - (Ivan Horváth / Jozef Augustin Štefánik) - album: Bez veľkých obetí (1993)

## Z
- Zabudni na mnňa - (h:/ t: )
- Zabudnúť váham (Heart Of Gold) - (Heinz Guley / Jozef Augustín Štefánik)
- Za čo ma máš - (Peter Kliment / Ervín Kliment)
- Zatúlané šťastie - (Ali Brezovský / Vlasta Brezovská)
- Závidím - (h:/ t: )
- Zázrak bez slov (Release Me) - (Eddie Miller / Tomáš Janovic)
- Zbohom dávam - (Peter Kliment / Ervín Kliment)
- Zostáva nádej (My Way) - (Claude Francois, Jacques Revaux / Emil Labaj)

## Ž
- Žijem, žijem... (Bolje živim nego ministar) - (Mladen Grdović / Peter Stašák)
- Žiť s piesňou - (h:/ t: )